# Dianthus melandrioides
Dianthus melandrioides là loài thực vật có hoa thuộc họ Cẩm chướng. Loài này được Pau mô tả khoa học đầu tiên năm 1887.